# Neoglyphidodon polyacanthus
Neoglyphidodon polyacanthus es una especie de peces de la familia Pomacentridae en el orden de los Perciformes.

## Morfología
Los machos pueden llegar alcanzar los 12 cm de longitud total.

## Hábitat
Es un pez de mar.

## Distribución geográfica
Se encuentra en Australia (sur de la Gran Barrera de Coral) y Nueva Caledonia.